# Родионов, Михаил Кузьмич
Михаи́л Кузьми́ч Родио́нов (10 июля 1937, с. Мальцево, Курская область — 15 сентября 2022, Киев) — украинский политик.
Член КПУ, кандидат физико-математических наук; бывший народный депутат Украины.

## Биография
Родился 10 июля 1937 года в селе Мальцево Курской области.
Образование: Киевский политехнический институт (1964), инженер-электрик.
03.2006 — кандидат в народные депутаты Украины от КПУ, № 71 в списке, член КПУ.
Народный депутат Украины 4-го созыва 04.2002 — 04.06 от КПУ, № 49 в списке. На время выборов: доцент Национального технического университета Украины «КПИ», член КПУ. Член фракции коммунистов (с 05.2002), председатель подкомитета по вопросам интеллектуальной собственности и информатизации Комитета по вопросам науки и образования (с 06.2002).
- 1952—1956 — лаборант в/ч.
- 1956—1959 — служба в армии.
- 1964—2002 — аспирант, инженер, старший инженер, ассистент, доцент, секретарь парткома, проректор, профессор, доцент Киевского политехнического института.
- 1991 — заместитель заведующего отделом ЦК КПУ.

## Награды
- Орден Трудового Красного Знамени
- Орден Дружбы народов
- Орден «Содружество» (10 февраля 2006 года, Межпарламентская ассамблея СНГ) — за активное участие в деятельности Межпарламентской Ассамблеи и её органов, вклад в укрепление дружбы между народами государств — участников Содружества[2]